# Hiéroglyphe égyptien S38

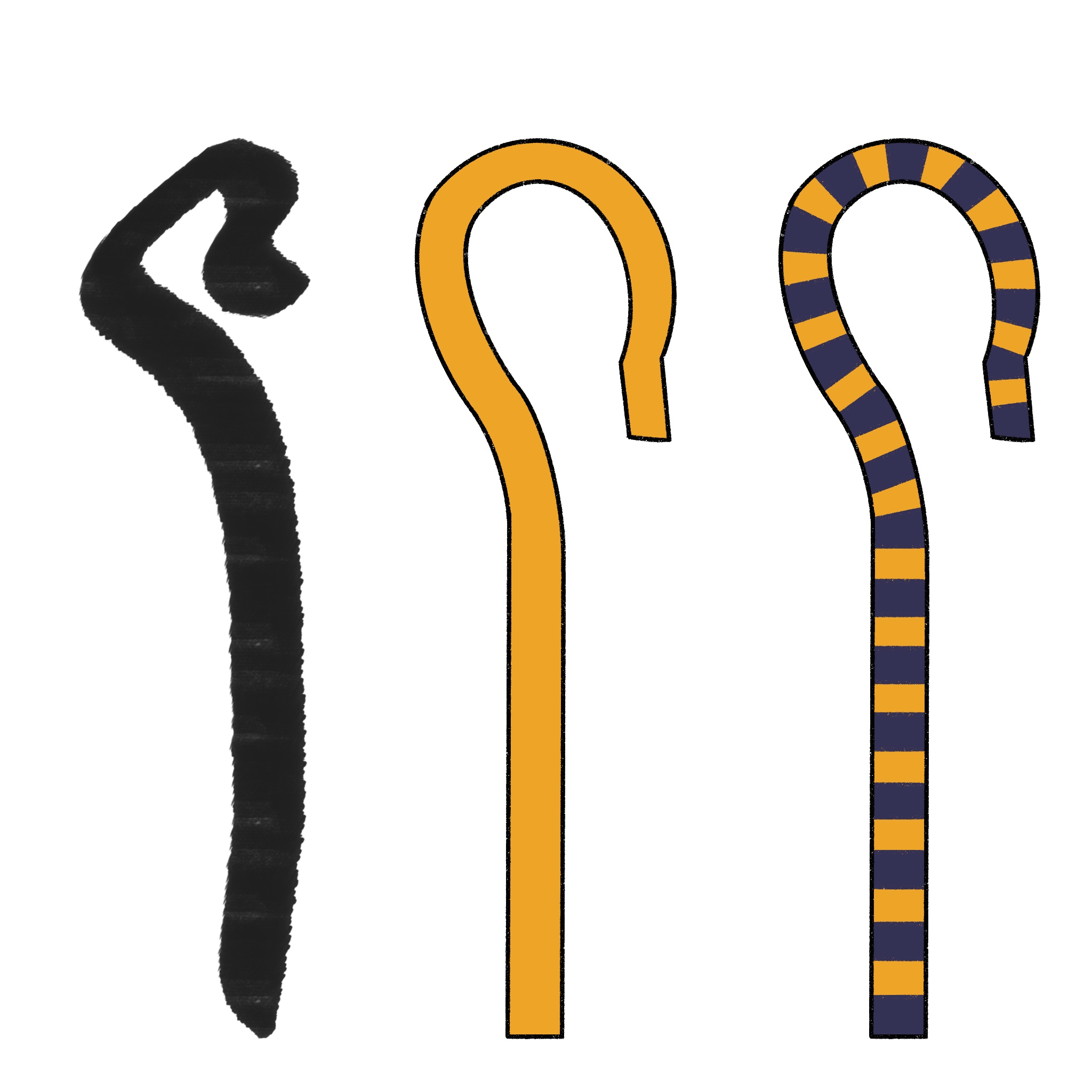
Version hiératique et hiéroglyphique

Le sceptre héqa, en hiéroglyphes égyptiens, est classé dans la section S « Couronnes, vêtements, sceptres » de la liste de Gardiner ; il y est noté S38. 

## Représentation
Il représente un sceptre héqa, qui était un attribut des pharaons. De forme similaire à une houlette de berger, ce sceptre représentait le pouvoir du pharaon sur son peuple, tel un berger conduisant son troupeau. Il est translittéré ḥḳȝ, ḥḳȝ.t, jȝḳ ou ˁw.t.

## Utilisation
| S38 | t |

| S38 | t |

C'est un déterminatif des verbes d'état de supériorité, de contrôle.
C'est un phonogramme trilitère de valeur ḥḳȝ, jȝḳ ou ˁwt.

## Exemples de mots

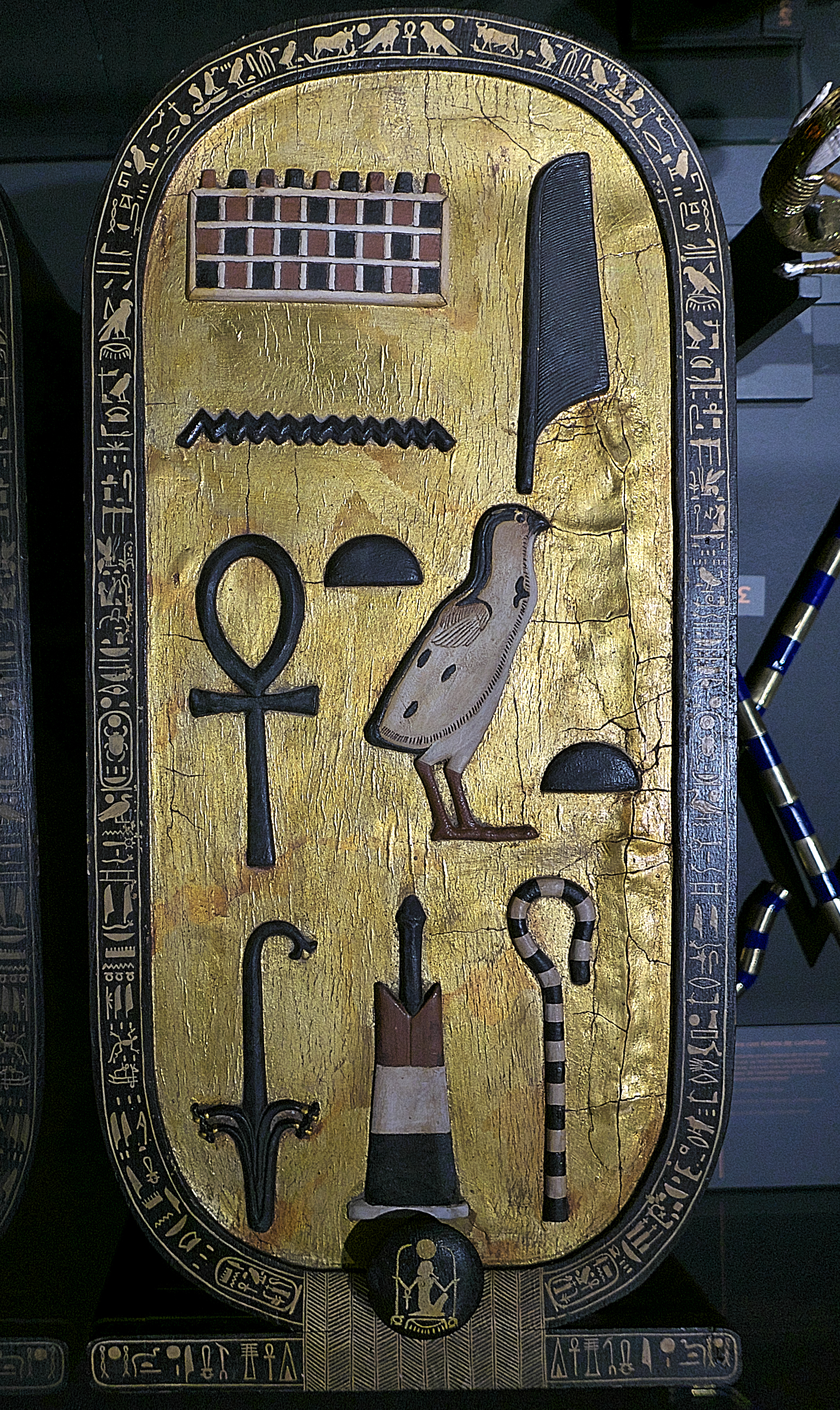
Cartouche du pharaon Toutankhamon, avec le sceptre héqa symbolisant la royauté.

| S38 | q |

| S38 | q |

| S38 | w | t · E8 |

| S38 | w | t · E8 |

| S38 | q | A | A1 |

| S38 | q | A | A1 |